# 克里斯托夫·齊默爾曼
克里斯托夫·齊默爾曼（德語：Christoph Zimmermann；1993年1月12日—）是一位德國足球運動員，在場上的位置是右後衛。現效力於德乙球隊達斯泰特。

## 榮譽

### 球會
诺维奇城
- 英格蘭足球冠軍聯賽冠軍：2018–19、2020–21[2]賽季

## 外部連結
- Soccerway資料庫：克里斯托夫·齊默爾曼